# Sportclub Preußen 06 Münster 2003-2004
Questa voce raccoglie le informazioni riguardanti lo Sportclub Preußen 06 Münster nelle competizioni ufficiali della stagione 2003-2004.

## Stagione
Nella stagione 2003-2004 il Preussen Münster, allenato da Peter Vollmann e Hans-Werner Moors, concluse il campionato di Regionalliga nord al 13º posto.

## Rosa
| N. |                        | Ruolo | Calciatore           |
| -- | ---------------------- | ----- | -------------------- |
| 1  | Germania (bandiera)    | P     | Frederik Gößling     |
| 2  | Stati Uniti (bandiera) | C     | Pellegrino Matarazzo |
| 3  | Senegal (bandiera)     | D     | Bassirou Sylla       |
| 4  | Senegal (bandiera)     | D     | Adama Niang          |
| 5  | Germania (bandiera)    | D     | Wilken Harf          |
| 6  | Germania (bandiera)    | C     | Jens Bäumer          |
| 7  | Germania (bandiera)    | C     | Jörn Heineke         |
| 8  | Germania (bandiera)    | C     | Thomas Piorunek      |
| 9  | Germania (bandiera)    | C     | Fabrizio Hayer       |
| 10 | Germania (bandiera)    | C     | Christian Bienemann  |
| 11 | Germania (bandiera)    | A     | Carsten Gockel       |
| 12 | Germania (bandiera)    | C     | Martin Przondziono   |

| N. |                     | Ruolo | Calciatore       |
| -- | ------------------- | ----- | ---------------- |
| 13 | Germania (bandiera) | C     | Yannick Gieseler |
| 14 | Germania (bandiera) | A     | Marco Antwerpen  |
| 17 | Germania (bandiera) | D     | Heiko Kuhn       |
| 18 | Germania (bandiera) | A     | Tino Milde       |
| 20 | Germania (bandiera) | C     | Tobias Schäper   |
| 21 | Germania (bandiera) | C     | Martin Hauswald  |
| 22 | Germania (bandiera) | D     | Bernd Heemsoth   |
| 23 | Germania (bandiera) | P     | André Poggenborg |
| 25 | Germania (bandiera) | D     | Roy Nischkowsky  |
| 27 | Germania (bandiera) | D     | Peter Schyrba    |
| 30 | Germania (bandiera) | C     | Stephan Küsters  |
| 33 | Italia (bandiera)   | A     | Giancarlo Fiore  |

## Organigramma societario
Area tecnica
- Allenatore: Hans-Werner Moors
- Allenatore in seconda: Bernd Heemsoth
- Preparatore dei portieri:
- Preparatori atletici:
- Analisi video:

## Calciomercato

### Sessione estiva
| Acquisti | Acquisti             | Acquisti                 | Acquisti |
| R.       | Nome                 | da                       | Modalità |
| -------- | -------------------- | ------------------------ | -------- |
| A        | Tino Milde           | Verl                     |          |
| C        | Jens Bäumer          | Borussia M'gladbach      |          |
| A        | Carsten Gockel       | Verl                     |          |
| P        | Frederik Gößling     | Verl                     |          |
| C        | Jörn Heineke         | VSK Osterholz-Scharmbeck |          |
| C        | Pellegrino Matarazzo | Wehen Wiesbaden          |          |
| C        | Tobias Schäper       | Cloppenburg              |          |
| D        | Burak Yarar          | SV Emsdetten 05          |          |

| Cessioni | Cessioni            | Cessioni               | Cessioni |
| R.       | Nome                | a                      | Modalità |
| -------- | ------------------- | ---------------------- | -------- |
| A        | Carlos Castilla     | Velbert                |          |
| A        | Frank Döpper        | Fortuna Colonia        |          |
| A        | Christian Erwig     | SuS Stadtlohn          |          |
| P        | Oliver Hinz         | Altona 93              |          |
| C        | Sebastian Lodter    | Sportfreunde Lotte     |          |
| D        | Malte Metzelder     | Borussia Dortmund      |          |
| C        | Ingmar Putz         | Hamborn 07             |          |
| C        | Stephan Sloot       | Eintracht Rheine       |          |
| P        | Thorsten Stuckmann  | Eintracht Braunschweig |          |
| D        | Giovanni Taverna    | Gütersloh              |          |
| D        | Steve van den Broek | Veendam                |          |
| C        | Bernd Winter        | Schweinfurt 05         |          |

### Sessione invernale
| Acquisti | Acquisti        | Acquisti        | Acquisti |
| R.       | Nome            | da              | Modalità |
| -------- | --------------- | --------------- | -------- |
| C        | Martin Hauswald | Rot-Weiss Essen |          |

| Cessioni | Cessioni    | Cessioni             | Cessioni |
| R.       | Nome        | a                    | Modalità |
| -------- | ----------- | -------------------- | -------- |
| D        | Burak Yarar | Arminia Bielefeld II |          |

## Risultati

### Regionalliga

#### Girone di andata
| Arbitro: | Seemann |

|           |           |                                   |
| Fiore 86’ | Marcatori | 25’ Büskens 60’ Iyodo 73’ Lamotte |

| Arbitro: | Melms |

|                    |           |               |
| Bounoua 66’ (rig.) | Marcatori | 63’ Antwerpen |

| Arbitro: | Kuhl |

|  |           |                       |
|  | Marcatori | 69’ Bugri 89’ Gambino |

| Dresda 23 agosto 2003, ore 14:00 CEST 4ª giornata | Dinamo Dresda | 0 – 0 referto | Preußen Münster | Rudolf-Harbig-Stadion (5 120 spett.)\| Arbitro: \| Gagelmann \| |
| Arbitro:                                          | Gagelmann     |               |                 |                                                                 |

| Arbitro: | Meyer |

|                                   |           |           |
| Küsters 17’ (rig.) Milde 20’, 39’ | Marcatori | 8’ Koslov |

| Arbitro: | Rafati |

|                           |           |               |
| Ebersbach 75’, 89’ (rig.) | Marcatori | 69’ Antwerpen |

| Arbitro: | Otte |

|  |           |                                                  |
|  | Marcatori | 34’ Kennedy 79’ (rig.), 83’ Federico 85’ Niedrig |

| Arbitro: | Keßler |

|           |           |                  |
| Meier 33’ | Marcatori | 16’ (rig.) Milde |

| Arbitro: | Stachowiak |

|  |           |                      |
|  | Marcatori | 41’ Lenze 74’ Wittke |

| Arbitro: | Schempershauwe |

|                        |           |             |
| Teixeira 39’ Dogan 61’ | Marcatori | 34’ Schäper |

| Arbitro: | Ittrich |

|                       |           |                    |
| Milde 8’ Piorunek 52’ | Marcatori | 65’ Blank 78’ Beck |

| Arbitro: | Koop |

|              |           |  |
| Lintjens 12’ | Marcatori |  |

| Arbitro: | Steinhaus-Webb |

|              |           |            |
| Piorunek 72’ | Marcatori | 88’ Özkaya |

| Arbitro: | Kuhl |

|             |           |  |
| Göhlert 62’ | Marcatori |  |

| Arbitro: | Winkmann |

|  |           |                  |
|  | Marcatori | 42’, 90’ Sümnich |

| Arbitro: | Kemmling |

|                                         |           |            |
| Przondziono 47’ Hayer 87’ Antwerpen 90’ | Marcatori | 74’ Donkov |

| Arbitro: | Kasper |

|                      |           |               |
| Katriniok 25’ (rig.) | Marcatori | 10’ Antwerpen |

#### Girone di ritorno
| Arbitro: | Weiner |

|  |           |                                |
|  | Marcatori | 61’ Antwerpen 66’ (rig.) Hayer |

| Arbitro: | Czech |

|                      |           |  |
| Przondziono 59’, 68’ | Marcatori |  |

| Arbitro: | Ittrich |

|          |           |              |
| Issa 51’ | Marcatori | 70’ Hauswald |

| Arbitro: | Czech |

|                            |           |                   |
| Przondziono 18’ Bäumer 27’ | Marcatori | 66’, 87’ Heidrich |

| Lipsia 14 marzo 2004, ore 14:00 CET 22ª giornata | Sachsen Lipsia | 0 – 0 referto | Preußen Münster | Zentralstadion (12 233 spett.)\| Arbitro: \| Schempershauwe \| |
| Arbitro:                                         | Schempershauwe |               |                 |                                                                |

| Arbitro: | Lupp |

|               |           |               |
| Antwerpen 50’ | Marcatori | 73’ Gaißmayer |

| Arbitro: | Jansen |

|                      |           |                    |
| Nessos 74’ Lejan 90’ | Marcatori | 68’ (rig.) Küsters |

| Arbitro: | Kuhl |

|           |           |  |
| Milde 69’ | Marcatori |  |

| Arbitro: | Jauch |

|                             |           |                                           |
| Kuru 3’, 29’, 62’ Kacan 70’ | Marcatori | 37’ Bäumer 47’ (rig.) Küsters 52’ Schäper |

| Arbitro: | Winkmann |

|                   |           |                   |
| Hauswald 13’, 76’ | Marcatori | 77’ Breitenreiter |

| Neumünster 25 aprile 2004, ore 14:00 CEST 28ª giornata | Neumünster | 0 – 0 referto | Preußen Münster | VfR-Stadion (1 526 spett.)\| Arbitro: \| Koch \| |
| Arbitro:                                               | Koch       |               |                 |                                                  |

| Arbitro: | Meyer |

|              |           |                                |
| Hauswald 63’ | Marcatori | 21’ Bilgin 73’ Koen 83’ Köhler |

| Arbitro: | Kasper |

|                     |           |                          |
| Feldhoff 19’ (rig.) | Marcatori | 36’ Schäper 55’ Piorunek |

| Arbitro: | Bornhorst |

|            |           |  |
| Gockel 90’ | Marcatori |  |

| Arbitro: | Melms |

|                    |           |                                     |
| Mazingu-Dinzey 29’ | Marcatori | 10’ Heineke 25’ Hauswald 69’ Bäumer |

| Arbitro: | Rafati |

|                        |           |                            |
| Gerov 15’ Waterink 36’ | Marcatori | 48’ Milde 58’ (rig.) Hayer |

| Arbitro: | Frank |

|              |           |  |
| Hauswald 45’ | Marcatori |  |

## Statistiche

### Statistiche di squadra
| Competizione      | Punti | In casa | In casa | In casa | In casa | In casa | In casa | In trasferta | In trasferta | In trasferta | In trasferta | In trasferta | In trasferta | Totale | Totale | Totale | Totale | Totale | Totale | DR |
| Competizione      | Punti | G       | V       | N       | P       | Gf      | Gs      | G            | V            | N            | P            | Gf           | Gs           | G      | V      | N      | P      | Gf     | Gs     | DR |
| ----------------- | ----- | ------- | ------- | ------- | ------- | ------- | ------- | ------------ | ------------ | ------------ | ------------ | ------------ | ------------ | ------ | ------ | ------ | ------ | ------ | ------ | -- |
| Regionalliga nord | 42    | 17      | 7       | 4       | 6       | 21      | 25      | 17           | 3            | 8            | 6            | 19           | 20           | 34     | 10     | 12     | 12     | 40     | 45     | -5 |
| Totale            | 42    | 17      | 7       | 4       | 6       | 21      | 25      | 17           | 3            | 8            | 6            | 19           | 20           | 34     | 10     | 12     | 12     | 40     | 45     | -5 |

### Andamento in campionato
| Giornata  | 1  | 2  | 3  | 4  | 5  | 6  | 7  | 8  | 9  | 10 | 11 | 12 | 13 | 14 | 15 | 16 | 17 | 18 | 19 | 20 | 21 | 22 | 23 | 24 | 25 | 26 | 27 | 28 | 29 | 30 | 31 | 32 | 33 | 34 |
| --------- | -- | -- | -- | -- | -- | -- | -- | -- | -- | -- | -- | -- | -- | -- | -- | -- | -- | -- | -- | -- | -- | -- | -- | -- | -- | -- | -- | -- | -- | -- | -- | -- | -- | -- |
| Luogo     | C  | T  | C  | T  | C  | T  | C  | T  | C  | T  | C  | T  | C  | T  | C  | C  | T  | T  | C  | T  | C  | T  | C  | T  | C  | T  | C  | T  | C  | T  | C  | T  | T  | C  |
| Risultato | P  | N  | P  | N  | V  | P  | P  | N  | P  | P  | N  | P  | N  | P  | P  | V  | N  | V  | V  | N  | N  | N  | N  | P  | V  | P  | V  | N  | P  | V  | V  | V  | N  | V  |
| Posizione | 16 | 16 | 16 | 16 | 13 | 13 | 14 | 14 | 15 | 16 | 17 | 17 | 17 | 17 | 17 | 17 | 17 | 17 | 17 | 17 | 17 | 17 | 17 | 17 | 16 | 16 | 16 | 16 | 16 | 16 | 14 | 14 | 15 | 13 |

Legenda:

Luogo: C = Casa; T = Trasferta. Risultato: V = Vittoria; N = Pareggio; P = Sconfitta.

### Statistiche dei giocatori
| M. Antwerpen   | 19 | 6 | 4 | 0 |
| C. Bienemann   | 5  | 0 | 1 | 0 |
| J. Bäumer      | 31 | 3 | 3 | 0 |
| G. Fiore       | 19 | 1 | 2 | 0 |
| Y. Gieseler    | 0  | 0 | 0 | 0 |
| C. Gockel      | 28 | 1 | 1 | 0 |
| F. Gößling     | 29 | 0 | 0 | 0 |
| W. Harf        | 19 | 0 | 6 | 0 |
| M. Hauswald    | 15 | 6 | 2 | 0 |
| F. Hayer       | 16 | 3 | 4 | 0 |
| B. Heemsoth    | 1  | 0 | 0 | 0 |
| J. Heineke     | 24 | 1 | 4 | 1 |
| H. Kuhn        | 28 | 0 | 3 | 0 |
| S. Küsters     | 30 | 3 | 9 | 1 |
| P. Matarazzo   | 23 | 0 | 6 | 0 |
| T. Milde       | 26 | 6 | 5 | 0 |
| A. Niang       | 27 | 0 | 6 | 0 |
| R. Nischkowsky | 24 | 0 | 6 | 1 |
| T. Piorunek    | 28 | 3 | 9 | 0 |
| A. Poggenborg  | 5  | 0 | 1 | 0 |
| M. Przondziono | 20 | 4 | 2 | 0 |
| P. Schyrba     | 30 | 0 | 7 | 1 |
| T. Schäper     | 18 | 3 | 2 | 1 |
| B. Sylla       | 0  | 0 | 0 | 0 |